# Хронология на Древна Гърция
Периоди в развитието на Древна Гърция през древността и античността:

## Древност
- III-I хилядолетие пр.н.е. – Егейска цивилизация и критско-микенски период. Основни центрове – остров Крит и Източен Пелопонес; възникват първите държави в Пелопонес.
  - Еладски период – съвременен термин от археологията и историята на изкуството, който обхваща бронзовата епоха (III – II хил. пр.н.е.) в континенталната част на днешна Гърция. Въведен е, за да допълни термините, които описват приблизително същия период на о-в Крит (Минойска цивилизация) и Цикладските острови (Цикладска цивилизация).

- От около 12 век пр.н.е. – нахлуване на дорийците, последвано от
- 11 – 9 век пр.н.е. – „Омирова епоха“ или гръцки тъмни векове.

## Архаична Гърция
- 8 – 6 век пр.н.е. – създават се първите древногръцки полиси с демократично (Атина), аристократично (Спарта) или олигархично (остров Крит) управление. В икономически развитите полиси – Атина, Коринт, се разпространява робството.
- 7 век пр.н.е. – начало на велика гръцка колонизация по крайбрежието на Средиземно море, проливите и Черно море.

## Класическа Гърция
- 500 – 449 г. пр.н.е. – Гръко-персийски войни; издигане на Атина след победата на гърците.
- 5 – 4 век пр.н.е. – разцвет на древногръцките полиси.
- 478 – 477 г. пр.н.е. – основан Делоският морски съюз.
- 443 – 429 г. пр.н.е. – разцвет на Атина при Перикъл.
- 431 – 404 г. пр.н.е. – Пелопонеските войни между Атина и Спарта за хегемония, завършват с победа на Спарта.
- II половина на 4 век пр.н.е. – издига се Древна Македония.

## Елинистична Гърция
- 338 г. пр.н.е. – Филип II Македонски подчинява Древна Гърция.
- От 323 г. пр.н.е. – период на елинизма; започва след разпадането на държавата на Александър III Македонски; период на диадохите които създават държави и съюзи от военизиран тип (Македония, Ахейски съюз, Етолийски съюз).

## Римска Гърция
- 146 г. пр.н.е. – Гърция пада под римска власт; начало на Римска Гърция.
- 27 г. пр.н.е. – образувана е провинция Ахая.
- От 395 г. – Гърция е част от Източната Римска империя.